# Lijst van Belgische adelsverheffingen 2012
Personen die in 2012 werden opgenomen in de Belgische erfelijke adel of een adellijke titel verwierven.
Na een onderbreking in 2010 en 2011, vanwege de langdurige regeringscrisis, werd de traditie van adellijke gunsten in 2012 hernomen. Hieronder volgt de lijst van de begunstigden, die echter nog in 2013 of later door adelsbrieven moet bevestigd worden.

## Baron
- professor dr. Thierry Boon-Falleur, erfelijke adel met de persoonlijke titel baron (open  brieven gelicht  op 4 juli 2014).
- Jef Colruyt, erfelijke adel met de persoonlijke titel baron
- professor Olivier De Schutter, erfelijke adel met de persoonlijke titel baron
- Julien De Wilde, erfelijke adel met de persoonlijke titel baron
- Didier Matray, erfelijke adel met de titel baron
- Arie Van Lysebeth, erfelijke adel met de persoonlijke titel baron
- Piet Vanthemsche, erfelijke adel met de persoonlijke titel baron

## Barones
- Simone Weinberger, weduwe David Süsskind, erfelijke adel voor haarzelf en haar nakomelingen en persoonlijke titel barones, die ze mag dragen voor de naam van haar man
- professor dr. Ingrid Daubechies, persoonlijke adel met de titel barones
- Kristin De Mulder, persoonlijke adel met de titel barones

## Ridder
- jonkheer Nicolas de Cock de Rameyen, de persoonlijke titel ridder
- Christian Delloye, hoogleraar, erfelijke adel met de persoonlijke titel ridder
- Frans De Weer, erfelijke adel met de persoonlijke titel ridder
- Pierre Goldschmidt, erfelijke adel met de persoonlijke titel ridder
- Philippe Samyn, erfelijke adel met de persoonlijke titel ridder
- Luc Vandewalle, bankier, erfelijke adel met de persoonlijke titel ridder

## Bron
- Adellijke gunsten, persbericht van 16 juli 2012 door FOD Buitenlandse Zaken.